# 谢苗·沃尔夫科维奇
谢苗·伊萨科维奇·沃尔夫科维奇（俄语：Семён Исаакович Вольфкович，1896年11月23日—1980年11月12日），生于阿纳聂夫（今属奥德萨州），苏联化学家，发明家，苏联科学院院士（1946年）。

## 生平
1920年，毕业于莫斯科国民经济学院。1921年起在萨莫伊洛夫肥科和除虫杀菌剂研究所工作，1935—1961年，为该所学术负责人。1929年起任莫斯科国民经济学院和莫斯科高等技术学校教授。1932年起为防化军事学院教授。1937年起为全苏门捷列夫化学学会主席团成员，1963年起为学会会长。1946年起为莫斯科大学教授、苏联科学院院士。沃尔夫科维奇曾参与创立苏联矿物肥料部。他主要致力于浓缩和复合肥料、牲畜饲料生产工艺的研究。1941年获苏联国家奖金。1941年，他被授予斯大林奖。1976年，他获得了罗蒙诺索夫金质奖章。